# Cantone di La Bastide-de-Sérou
Il Cantone di La Bastide-de-Sérou era una divisione amministrativa dell'arrondissement di Foix.
A seguito della riforma approvata con decreto del 18 febbraio 2014, che ha avuto attuazione dopo le elezioni dipartimentali del 2015, è stato soppresso.

## Composizione
Comprendeva i comuni di:
- Aigues-Juntes
- Allières
- Alzen
- La Bastide-de-Sérou
- Cadarcet
- Durban-sur-Arize
- Larbont
- Montagagne
- Montels
- Montseron
- Nescus
- Sentenac-de-Sérou
- Suzan